# Ніжин (авіабаза)

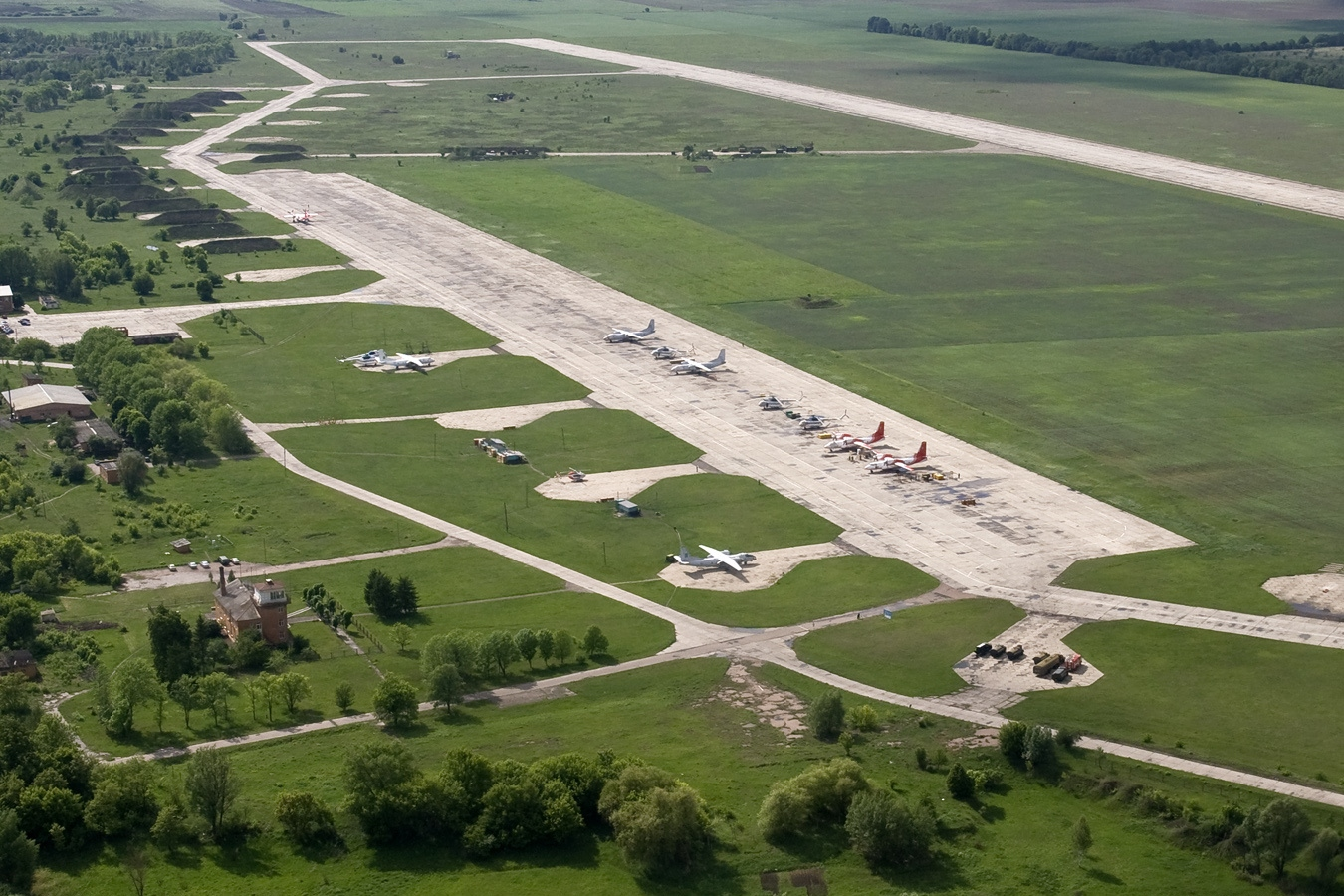
Авіабаза з висоти пташиного польоту

 Авіаційна база Ніжин   — знаходиться в північній частині міста Ніжин Чернігівської області України.
Аеродром належить ДСНС, на ньому базується Спеціальний авіаційний загін оперативно-рятувальної служби цивільного захисту ДСНС України. Раніше на ньому базувався 199-й гвардійський окремий дальній розвідувальний полк (літаки Ту-22Р). Використовувалися такі типи літаків:
- Ту-22Р/РД/РК/РДК — літак, який поєднує в собі властивості бомбардувальника і розвідника;
- Ту-22У/УД — тренувальний літак;
- Ту-22П/ПД — літак, оснащений засобами радіоелектронної розвідки.

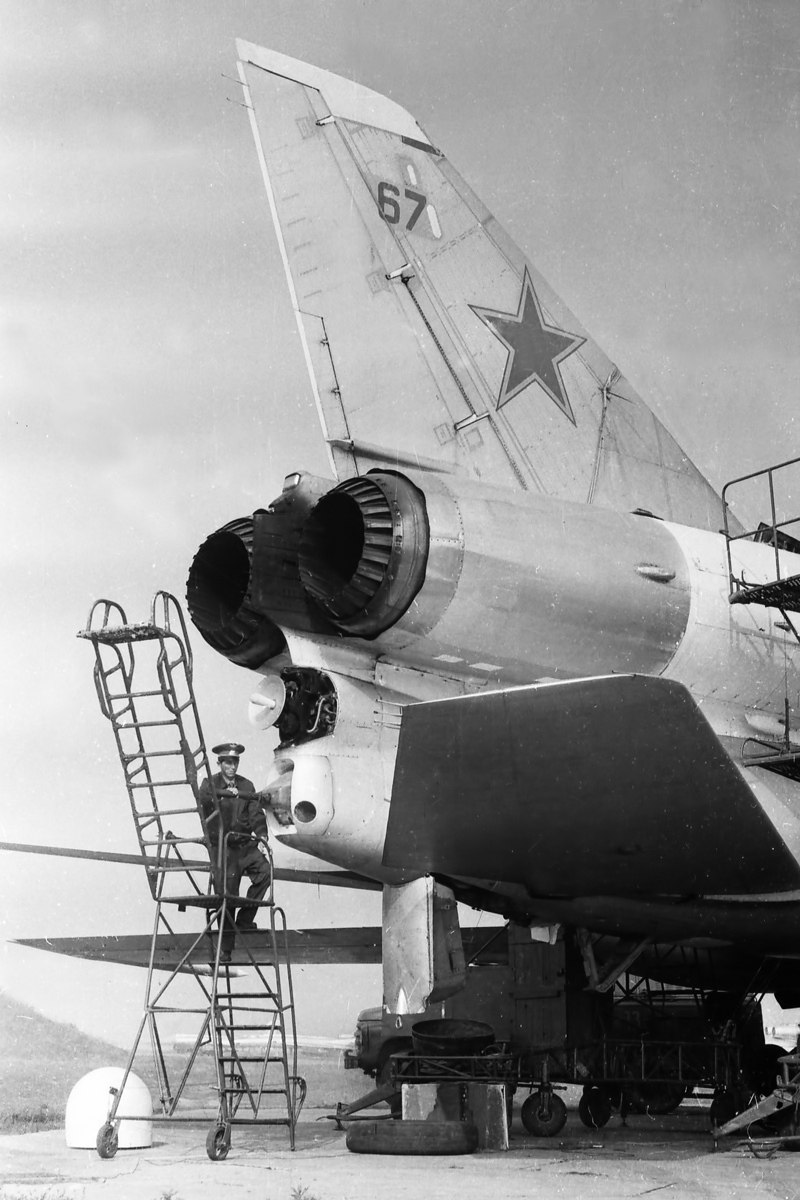
Ту-22 за часів СРСР

Тепер цих типів машин на авіабазі немає. Останній виліт було здійснено в 1998 році.

## Авіатехніка, що базується тут
Наразі на аеродромі базуються:
- Ан-30 (з кодифікації  НАТО: Clank — «Брязкіт») — літак повітряного спостереження та аерофотозйомки;
- Ан-26 (з кодифікації НАТО: Curly — «В'юнкий») — військово-транспортний літак, за характерний звук двигунів отримав прізвисько «Гидке каченя»;
- Ан-32П — літак для гасіння пожеж, відрізняється двома зовнішніми виливними агрегатами загальним обсягом 8000 л (також його використовують для перевезення людей, парашутного десантування людей і платформ з вантажами, а також, в санітарному варіанті, для перевезення поранених). Найпоширеніший борт на авіабазі, вартість близько $ 8-9 млн.
- Мі-8МТ — гелікоптер;
- Мі-8МТВ (з кодифікації НАТО: Hip) — багатоцільовий гелікоптер, модифікація з двигунами ТВ3-117, за один раз може переносити 2,5 тонни води за допомогою водозливного пристрою ВСУ-5, який застосовується для гасіння пожеж з допомогою гелікоптерів;
- Мі-8 — гелікоптер;
- Eurocopter EC 145 — гелікоптер франко-німецького виробництва, вартість близько $ 5,5 млн. Надійшов у 2009 році.
- Eurocopter EC225 Super Pumaー 2 од.

24 лютого 2022 року під час ракетного обстрілу Росією диспетчерська будівля була вщент зруйнована, загинуло 4 людини.

## Галерея

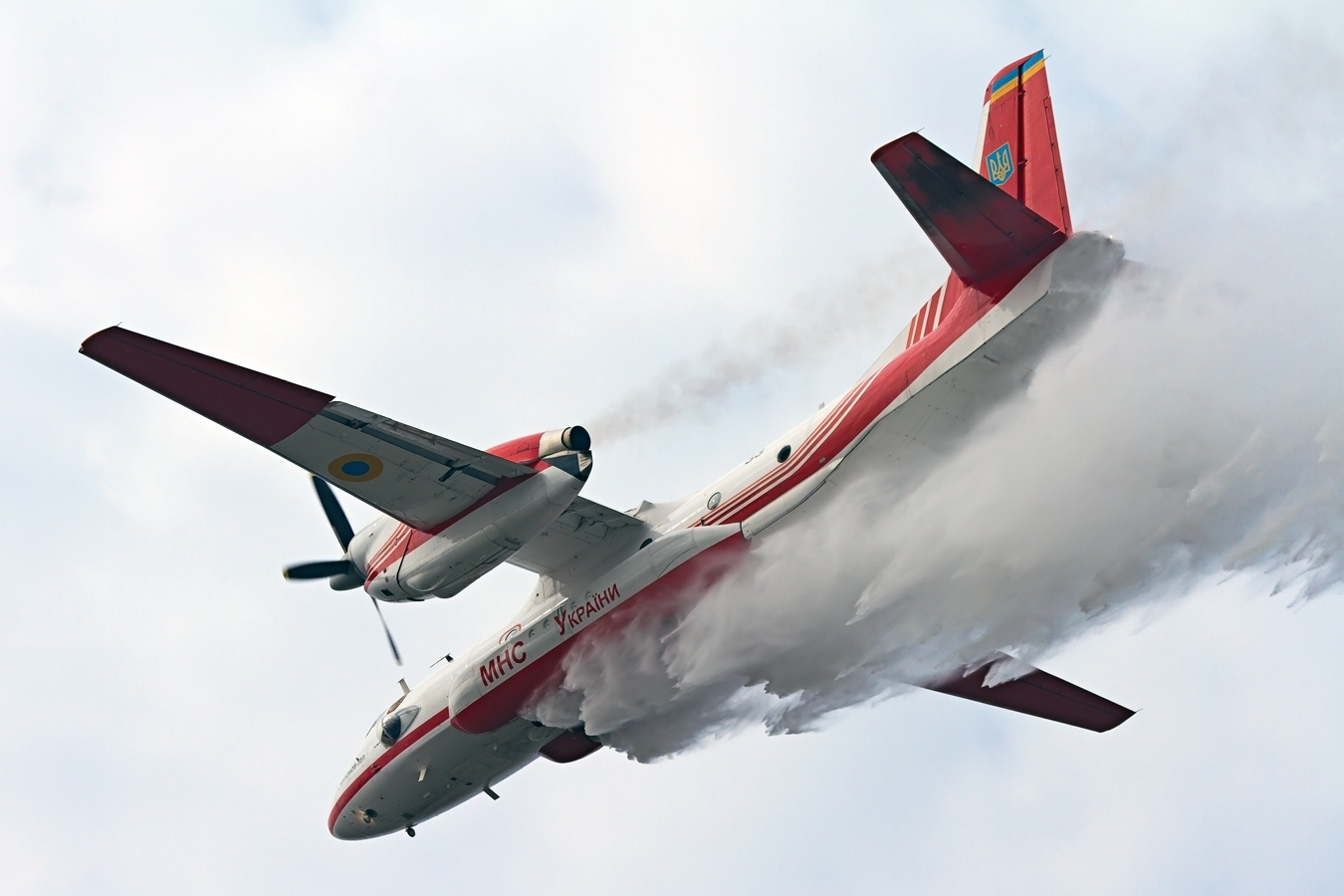
Ан-32Р скидає воду
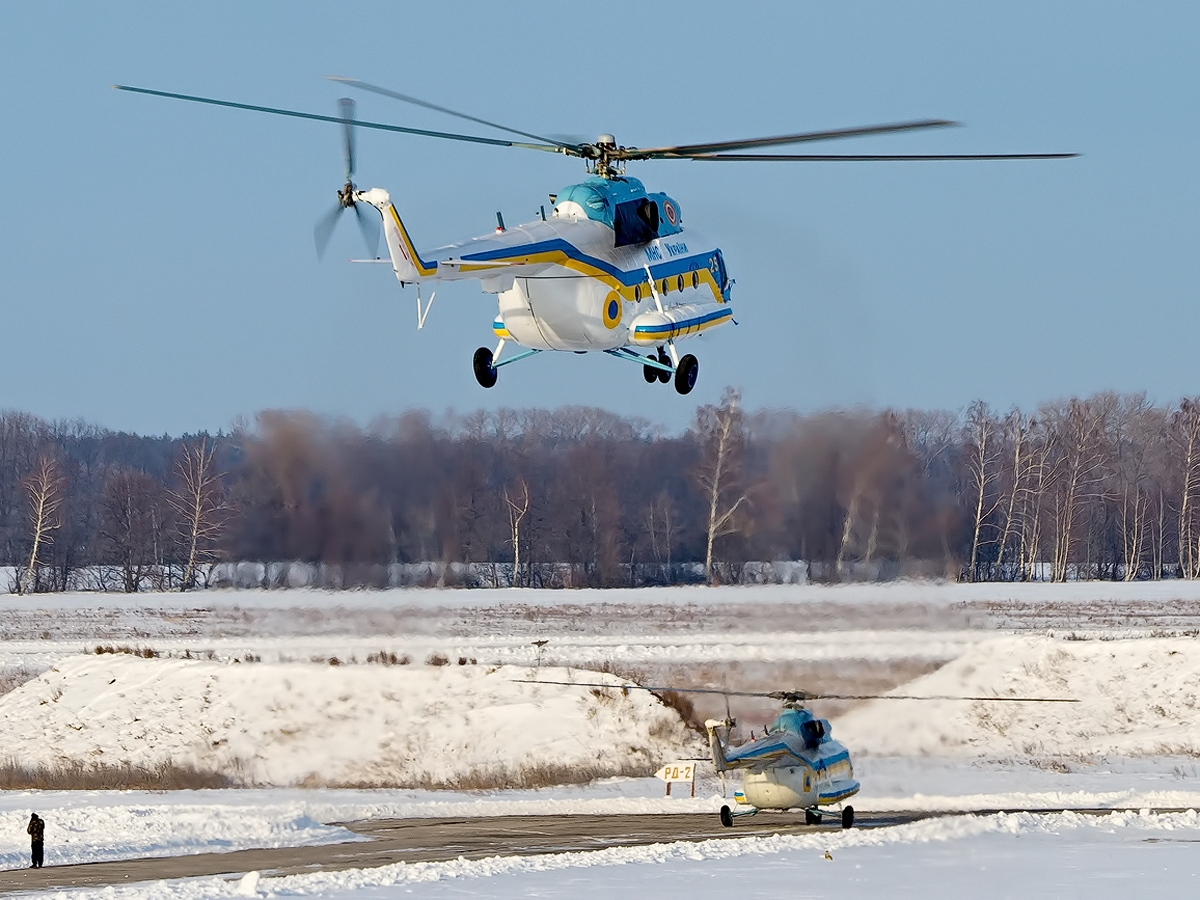
Mi-8MT
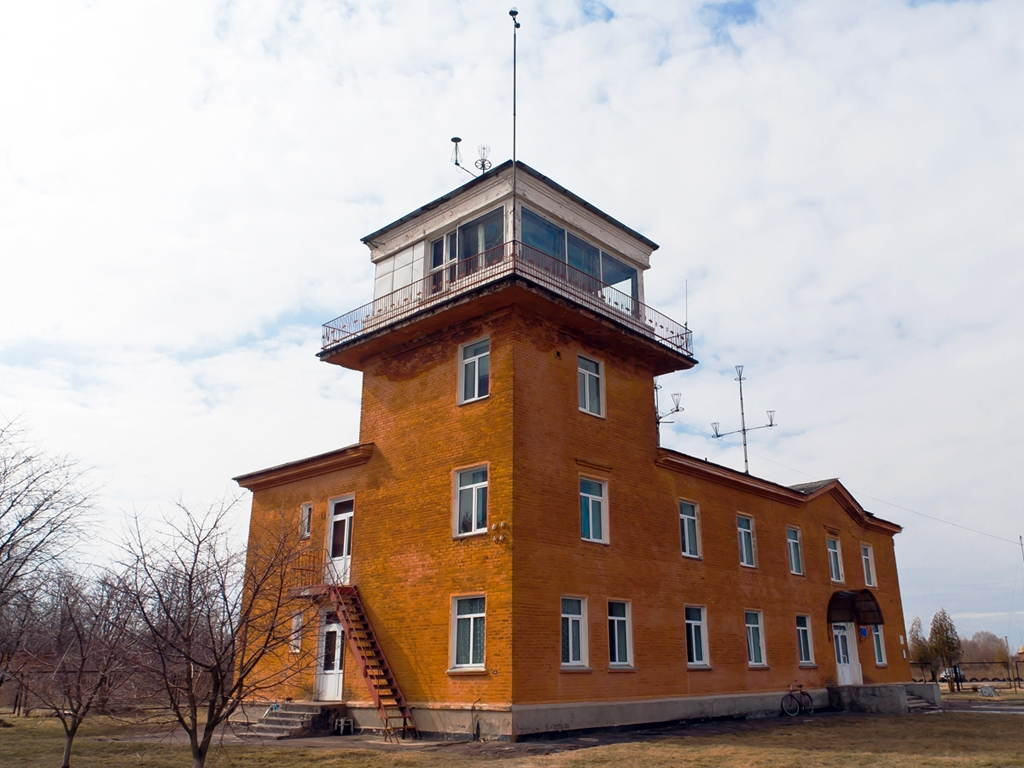
Диспетчерська
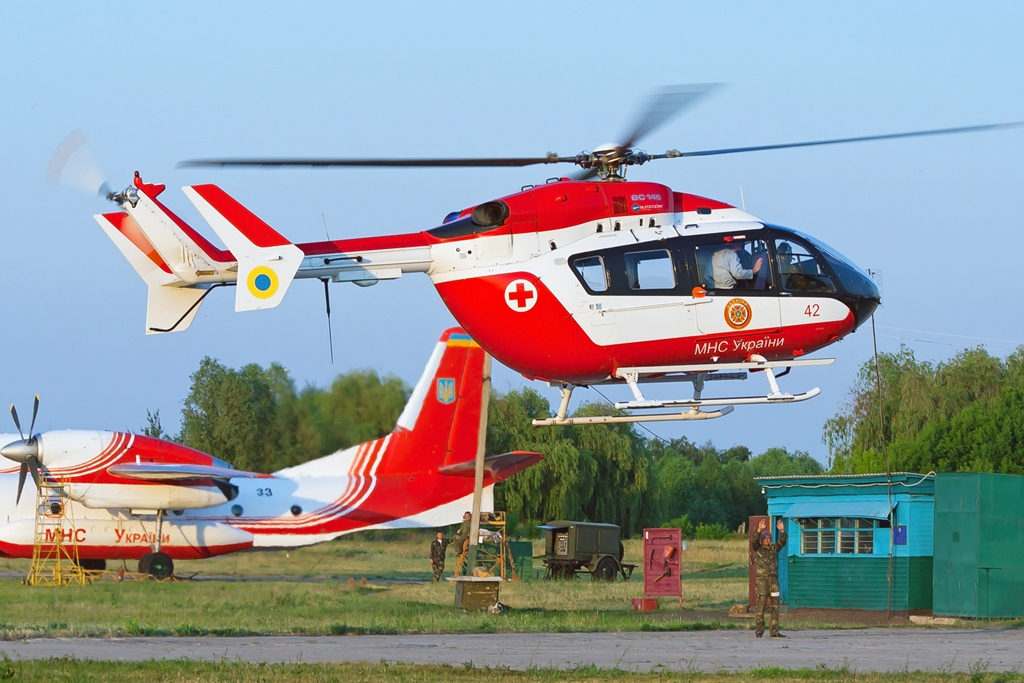
Новий Eurocopter EC 145
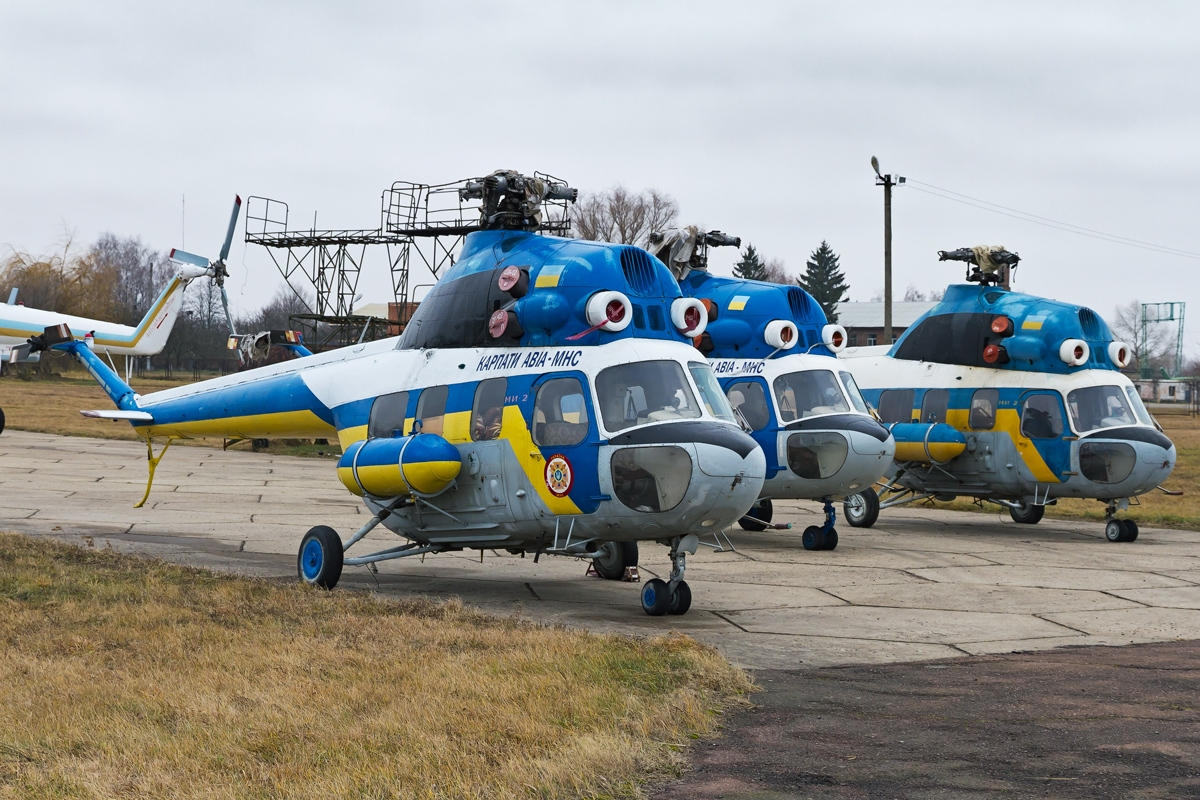
Вертольоти Мі-2 на стоянці
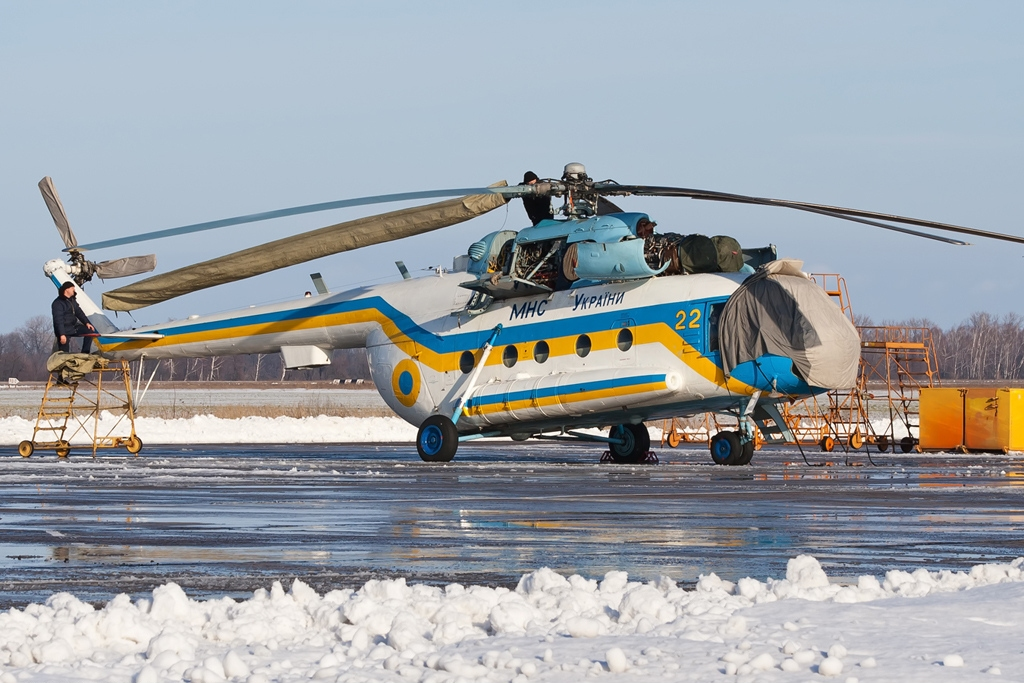
Mi-8MT у захисному «одязі»
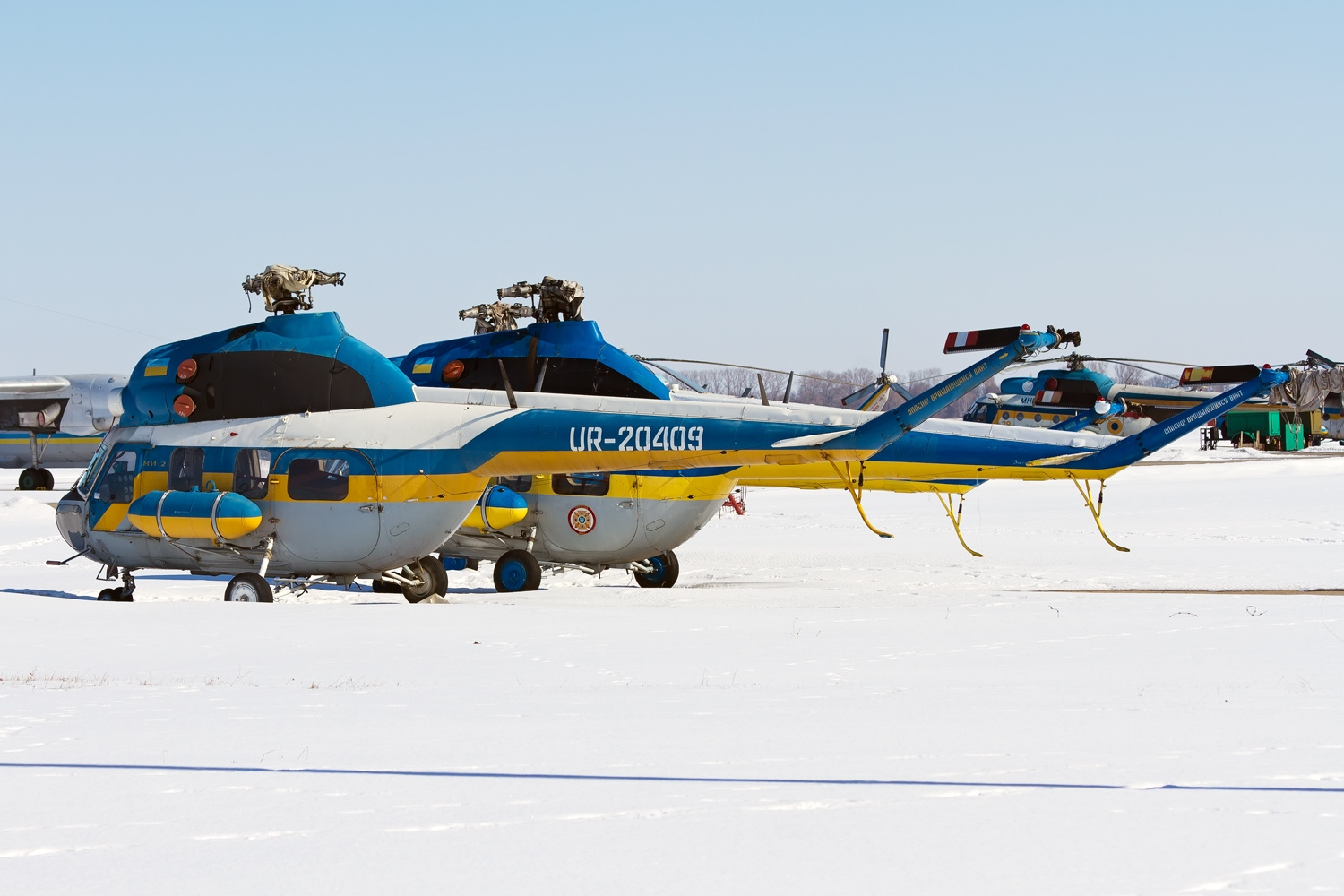
Мі-2 взимку
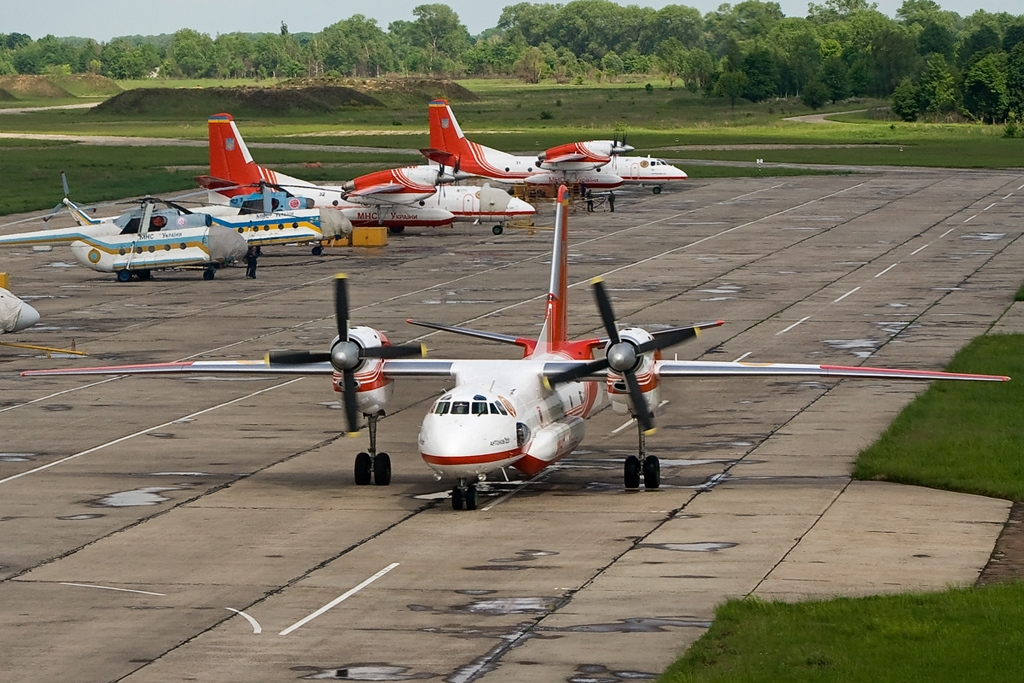
An-32P на аеродромі
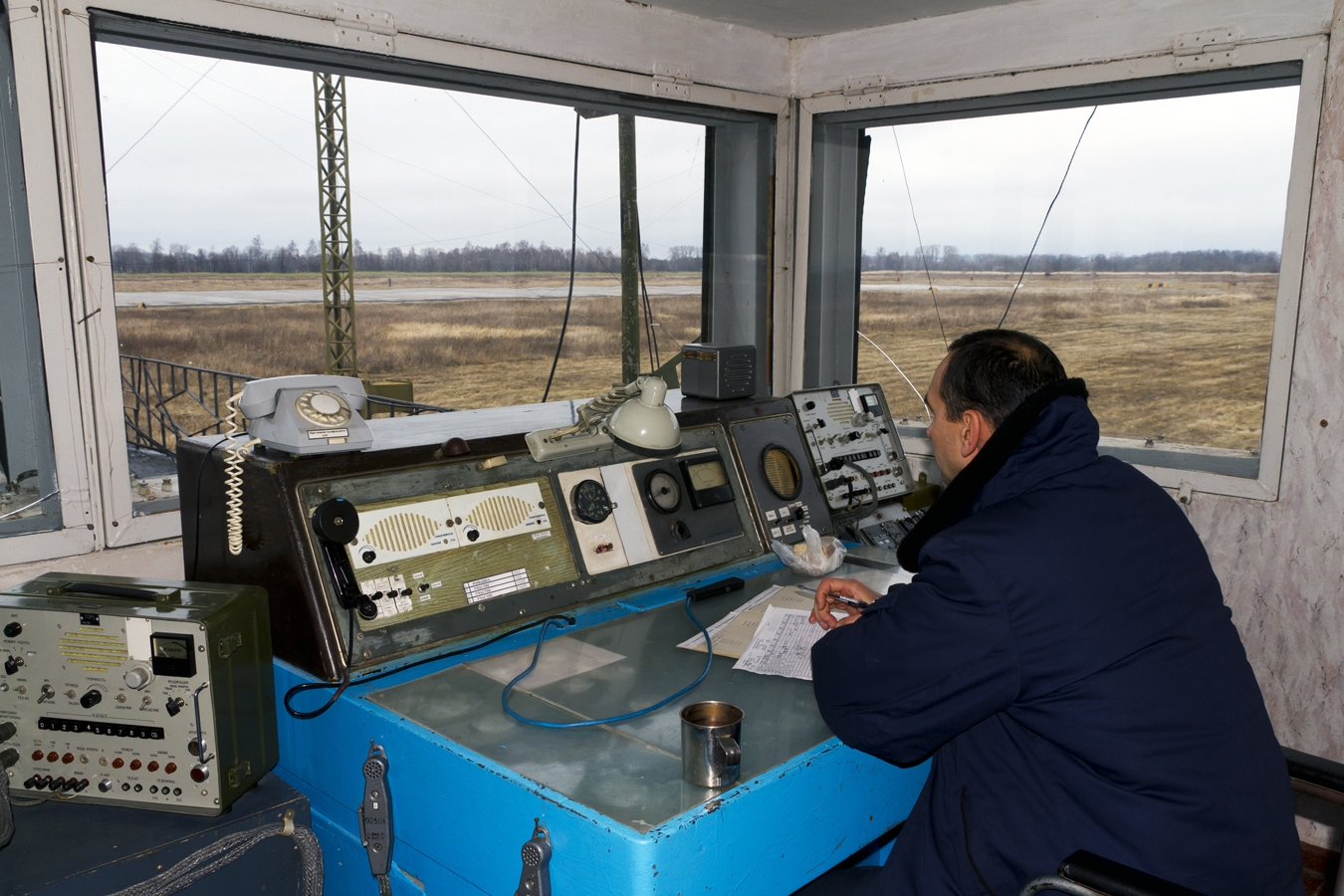
На чергуванні в диспетчерській у 2011
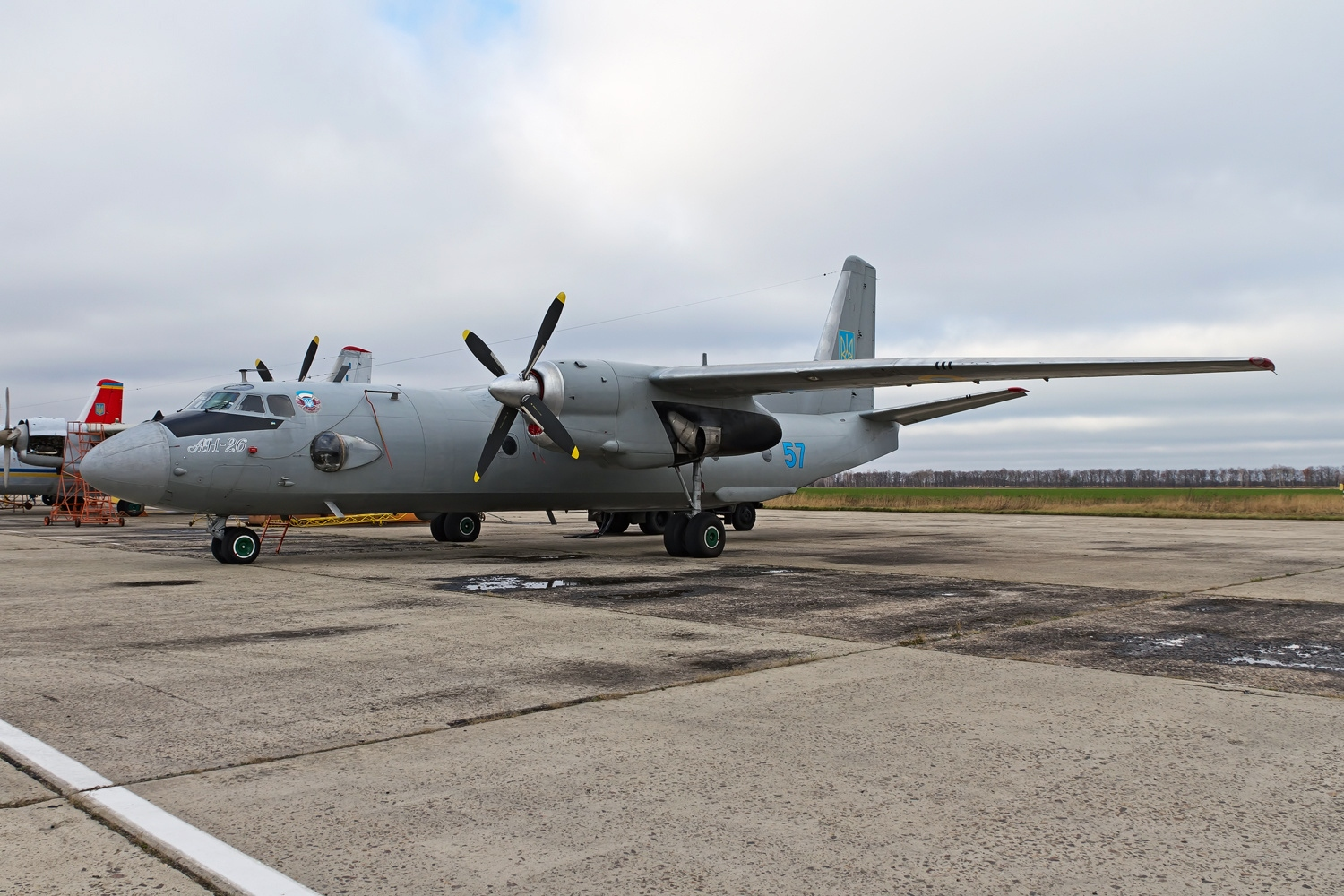
Антонов Ан-26КПА
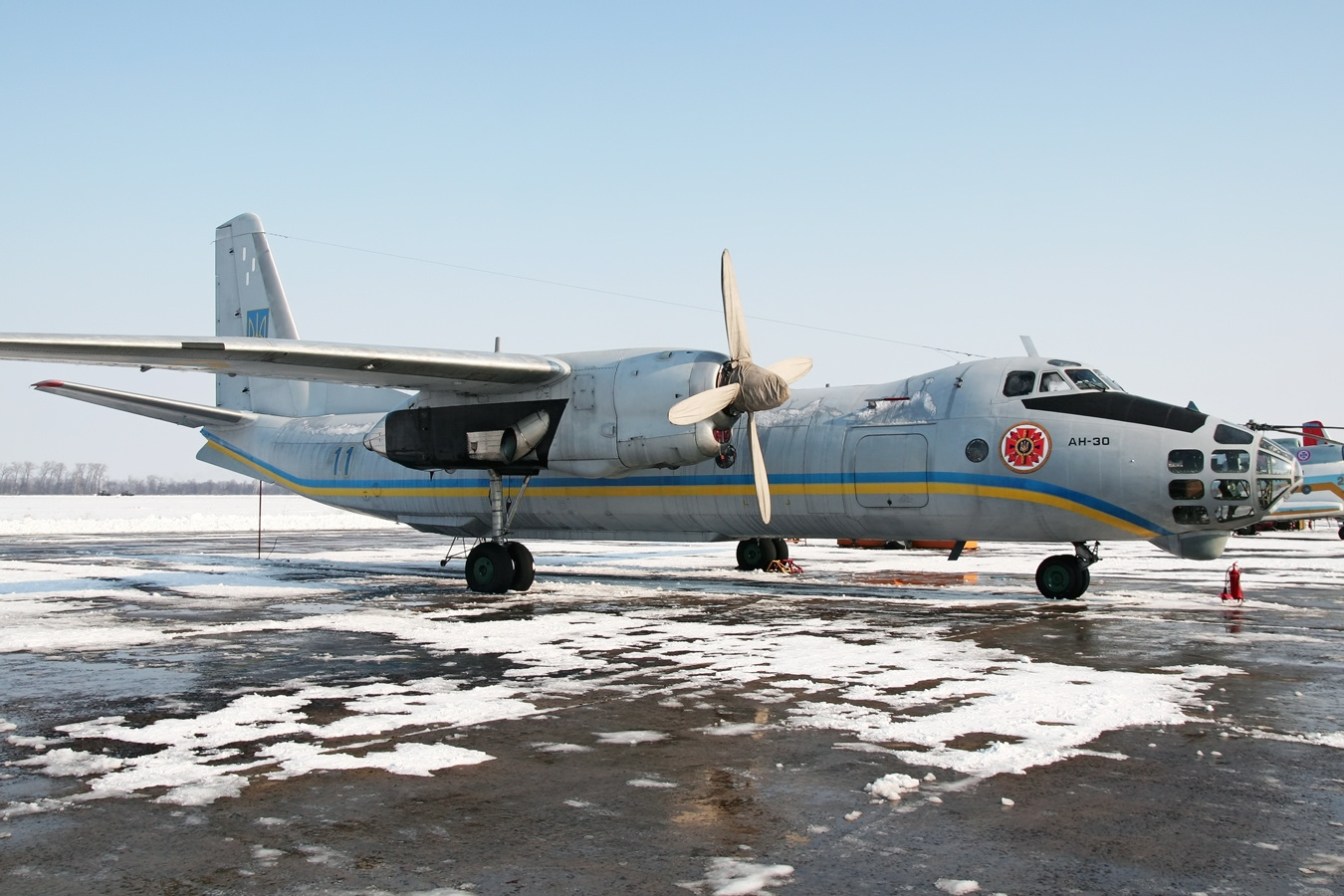
Антонов Ан-30
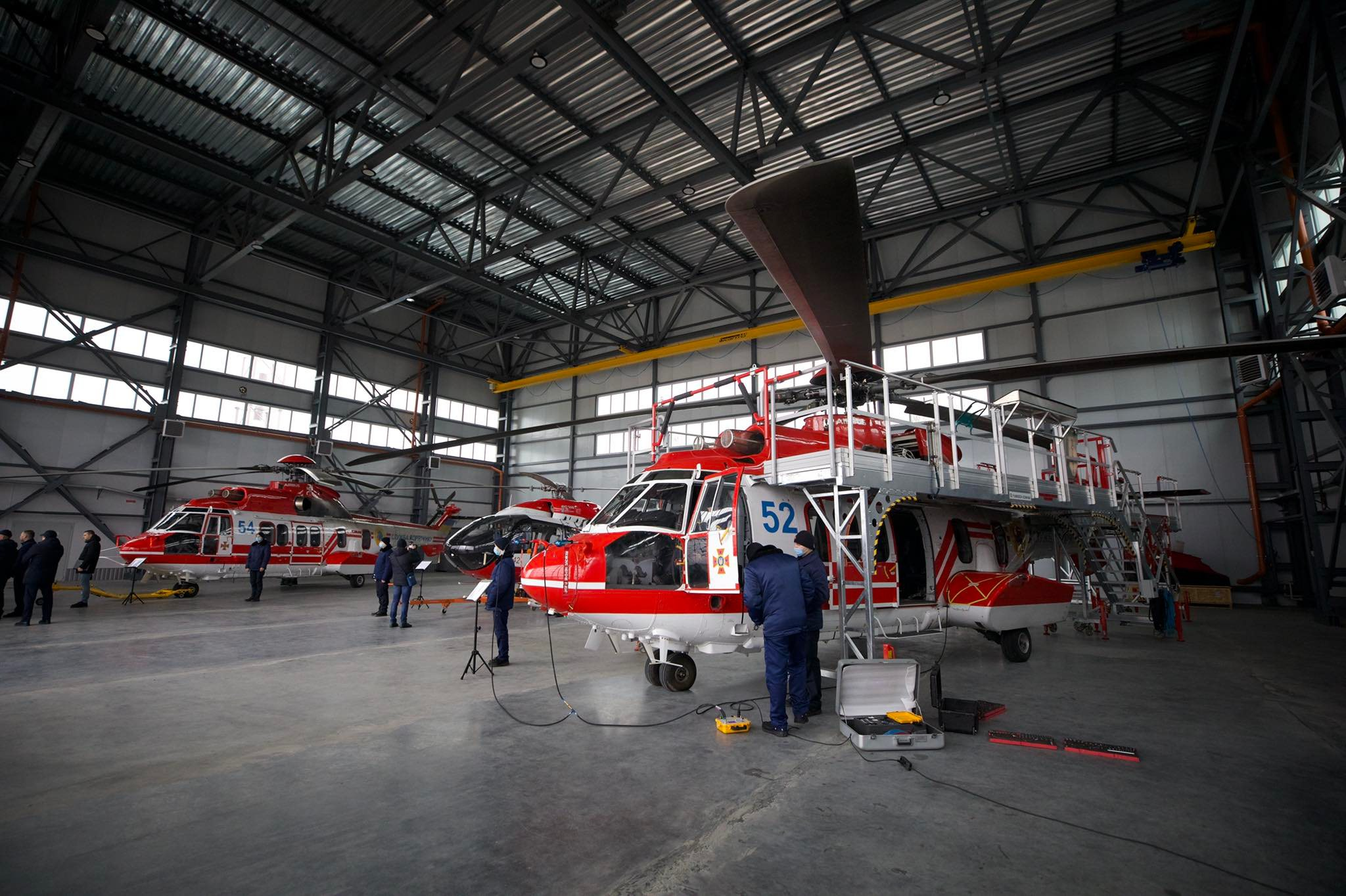
Ангар на Авіабазі Ніжин з гелікоптерами авіазагону ДСНС. 2021 рік.